# Apop
Apop (također Apep ili Apofis) je golema kobra, zmija iz egipatske mitologije. Apop svake noći pokušava požderati Ra dok plovi podzemljem. Set, član posade lađe, napada zmiju i ubija ju, ali ona svaki put opet oživljava. Apop predstavlja silu kaosa, a Ra silu božanskog reda. Apop je dijete božice Neit,"Majke Bogova".

## Vanjske poveznice
|  | Zajednički poslužitelj ima još gradiva o temi Apop |